# László Zsidai
László Zsidai (ur. 16 lipca 1986 w Budapeszcie) – węgierski piłkarz, grający na pozycji pomocnika. Od 2016 roku reprezentuje barwy Puskás Akadémia FC.
Dwukrotny reprezentant Węgier.

## Występy w reprezentacji
| Lp. | Data           | Rywal          | Typ  | Wynik | Grał |
| --- | -------------- | -------------- | ---- | ----- | ---- |
| 1.  | 7 lutego 2007  | Łotwa (n)      | tow. | 2:0   | 1–90 |
| 2.  | 26 marca 2008  | Słowenia (d)   | tow. | 0:1   | 1–38 |
| 3.  | 7 czerwca 2014 | Kazachstan (d) | tow. | 3:0   | 1–90 |

## Sukcesy
- 2008: Mistrzostwo Węgier (MTK Budapeszt)